# Puccinia mirifica
Puccinia mirifica ist eine Ständerpilzart aus der Ordnung der Rostpilze (Pucciniales). Der Pilz ist ein Endoparasit der Korbblütler Borrichia arborescens und Borrichia frutescens. Symptome des Befalls durch die Art sind Rostflecken und Pusteln auf den Blattoberflächen der Wirtspflanzen. Sie ist im südlichen Nordamerika verbreitet.

## Merkmale

### Makroskopische Merkmale
Puccinia mirifica ist mit bloßem Auge nur anhand der auf der Oberfläche des Wirtes hervortretenden Sporenlager zu erkennen. Sie wachsen in Nestern, die als gelbliche bis braune Flecken und Pusteln auf den Blattoberflächen erscheinen.

### Mikroskopische Merkmale
Das Myzel von Puccinia mirifica wächst wie bei allen Puccinia-Arten interzellulär und bildet Saugfäden, die in das Speichergewebe des Wirtes wachsen. Ihre Spermogonien wachsen überwiegend unterseitig auf den Wirtsblättern. Die blattunterseitig wachsenden Aecien der Art sind schokoladenbraun. Ihre kastanienbraunen Aeciosporen sind 24–30 × 17–23 µm groß, eiförmig und stachelwarzig. Die meist unterseitig auf den Wirtsblättern wachsenden Uredien des Pilzes stehen in Gruppen. Ihre kastanienbraunen Uredosporen sind 24–30 × 17–23 µm groß, eiförmig und stachelwarzig. Die blattunterseitig wachsenden Telien der Art sind schokoladenbraun, pulverig und unbedeckt. Die kastanienbraunen Teliosporen sind ein- bis zweizellig, in der Regel ellipsoid, runzelig und meist 30–42 × 19–27 µm groß. Ihre Stiele sind farblos.

## Verbreitung
Das bekannte Verbreitungsgebiet von Puccinia mirifica reicht von den südwestlichen USA bis ins nördliche Mexiko und in die Karibik.

## Ökologie
Die Wirtspflanzen von Puccinia mirifica sind Borrichia arborescens und B. frutescens. Der Pilz ernährt sich von den im Speichergewebe der Pflanzen vorhandenen Nährstoffen, seine Sporenlager brechen später durch die Blattoberfläche und setzen Sporen frei. Die Art durchläuft einen makrozyklischen Entwicklungszyklus mit Spermogonien, Aecien, Telien und Uredien. Als autoöker Parasit macht sie keinen Wirtswechsel durch.